# متحف رفح
متحف رفح تأسس في ديسمبر 2022 في جنوب مدينة رفح بقطاع غزة، أسسته الدكتورة ليلى شاهين وهي أكاديمية حاصلة على درجة الدكتوراه في الدراسات التربوية من معهد البحوث العربي التابع لجامعة الدول العربية في القاهرة ودكتوراة في تكنولوجيا تعليم الفنون من جامعة حلوان بمصر، على حسابها ونفقتها الخاصة ليحاكي ديمومة البقاء في وجه عواصف التهجير والتطبيع والتهويد. ويقام في المتحف الإفتتاحات والمعارض والإحتفالات التراثية إحياء للمناسبات الفلسطينية، كيوم الأرض ويوم المرأة العالمي.

## محتوياته
يحتوي المتحف على 200 قطعة تراثية و24 مانيكان، ووثائق قديمة من سجلات المحاكم وغيرها من الأوراق التاريخية للأهالي وممتلكاتهم، ومقتنيات من ملابس وأثواب بتصاميم جميلة مختلفة، وأدوات تراثية وديكورات ومطرزات خاصة بالتراث الفلسطيني وكل ما يتعلق بالأدوات القديمة الزراعية مثل " الشادوف والمنجل والمحراث والغربال والقفة"، وزاوية نحاسيات وتتوسط المتحف الخيمة البدوية التي تمزج بين الماضي والحاضر.
ويحتوي المتحف أيضاً على الأحجار الكريمة النادرة، وجوازات سفر فلسطينية قديمة قبل الإحتلال الاسرائيلي، وطوابع بريدية قديمة فلسطينية ووثائق أصلية ومصورة عن فلسطين القديمة، وأغطية رأس للمرأة الفلسطينية ذات أشكال متنوعة، وأنواعاً مختلفة أيضاً من السلال، وغربالاً محنطاً قد يزيد عمره على 150 عاماً.

## تدميره
"لا يبقى شجر ولا حجر ولا إنسان ولا حيوان ولا تراث آمن هنا، راحت تحويشة العمر وتعبي، الأثواب والأحجار الكريمة والعملات القديمة، والوثائق، تحويشة عمري راحت. هذا حالنا هذا حال الشعب الفلسطيني، الله ينصرنا عليهم يارب..متحف رفح في ذمة الله" ما قالته شاهين بعد أن قصفت القوات الجوية الإسرائيلية المتحف وذلك خلال الرد على عملية طوفان الأقصى.